# Aron Levander
Erik Aron Levander, född 28 december 1979 i Uppsala, är en svensk manusförfattare för film och TV. 
Levander har skrivit manus till ett antal svenska TV-serier, däribland Dröm (2019), Det som göms i snö (2018), Jordskott (2017), samt till novellfilmen När sugfiskar krockar (2014). 

## Karriär
Aron Levander inledde sin karriär som copywriter i reklambranschen. Några av de kampanjer där Levander medverkat har belönats i Cannes lions, Guldägget, 100-wattaren, samt tilldelats Förenta nationernas specialpris under New York Festivals. 
2014 debuterade Levander som manusförfattare med novellfilmen När sugfiskar krockar. Filmen regisserades av Molly Hartleb och gjorde premiär på Göteborgs filmfestival. Därefter deltog filmen i flera festivaler och visades bland annat på International du Court Métrage i Clermont-Ferrand. 
2017 sände SVT säsong två av TV-serien Jordskott som Levander skrivit manus till tillsammans med seriens skapare och regissör Henrik Björn.
I samarbete med kriminologen och författaren Leif G.W. Persson har Levander och Hans Jörnlind skapat och skrivit manus till TV-serien Det som göms i snö (2018), med Robert Gustafsson i huvudrollen som kriminalkommissarie Peter Wendel och hans kalla fall-grupp spelad av Ia Langhammer, Louise Peterhoff och Christopher Wagelin.
Levander har skapat och TV-serien Dröm (2019) för SVT tillsammans med producenten Filip Hammarström och skrev manus till serien tillsammans med Dunja Vujovic.

## Utbildning
Aron Levander har examen i marknadsföring ifrån iiU och Pace University i New York (2002), han utbildades till copywriter ifrån Berghs School of Communication (2004), samt studerade till manusförfattare vid Alma manusutbildning (2010). 

## Filmografi i urval
- När sugfiskar krockar (2014)
- Jordskott (2017)
- Det som göms i snö (2018)
- Dröm (2019)
- Detektiven från Beledweyne (2023)